# 고쿠라쿠지역

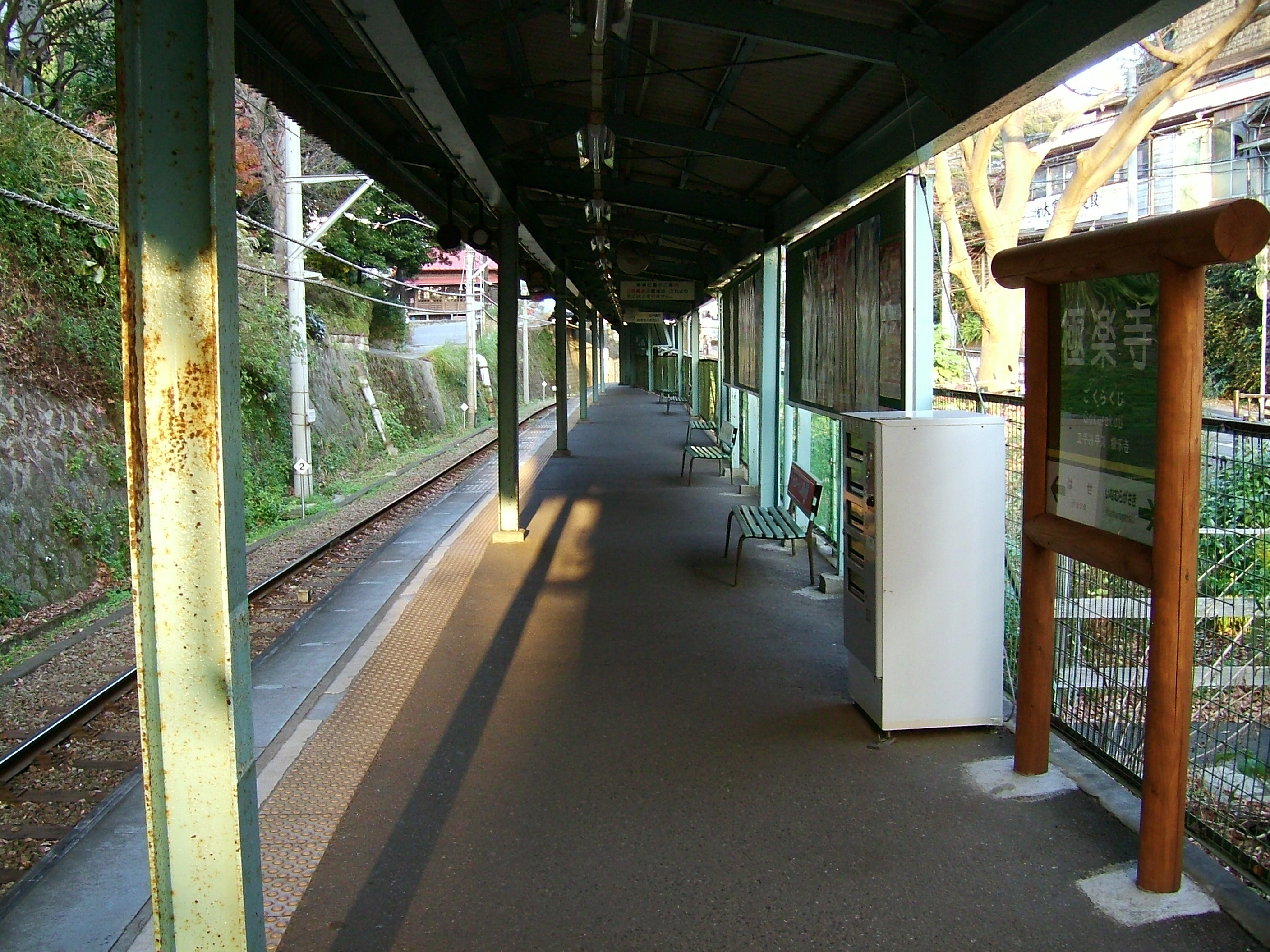
고쿠라쿠지역 승강장의 모습

고쿠라쿠지역(일본어: 極楽寺駅、ごくらくじえき)은 에노시마 전철선의 역이다. 일본 가나가와현 가마쿠라시 고쿠라쿠지 산초메에 있다.

## 역사
1904년 4월 1일 개업하였다. 1999년, 일본의 국토교통성이 선정한 관동지방 역 백선(関東の駅百選)에 올랐다.

## 승강장 구조
승강장은 1면1선의 단선승강장이다. 한 승강장에서 양방향의 승객을 처리한다.
↑가마쿠라 방면

| １

후지사와 방면↓
| 1 | ■ 에노시마 전철선 | 후지사와, 가마쿠라 방면 |

## 역 시설
- 고쿠라쿠지 역사는 고대 목조형식으로 지어져 있어, 관동지방 역 백선에 들었다.
- 고쿠라쿠지 역은 유인역이다. 역무원은 낮동안에만 근무한다.
- 역 근처에 고쿠라쿠지 차량검사소가 있다. 따라서 이 역에서 열차의 분리, 병합이 빈번하게 일어나며 이에 대응하기 위해 플랫폼의 길이는 85m(약 6량 정차길이)이다.
- 역 내에 화장실은 없으나 역 밖에 가마쿠라 시에서 운영하는 공중화장실이 있다.

## 역 주변 정보
- 고쿠라쿠지
- 조주인(통용: 죠쥬인, 일본어: 成就院) 신사
- 가마쿠라 시립 이나무라가사키 초등학교

## 승하차 변동
2008년 기준 고쿠라쿠지 역의 일평균승하차량은 1,859명이다.